# Apteropanorpa
Apteropanorpa är ett släkte av näbbsländor. Apteropanorpa ingår i familjen Apteropanorpidae.
Apteropanorpa är enda släktet i familjen Apteropanorpidae.
Kladogram enligt Catalogue of Life:
| Apteropanorpa | \| \| Apteropanorpa evansi \| \| \| \| \| \| Apteropanorpa tasmanica \| \| \| \| |
|               | \| \| Apteropanorpa evansi \| \| \| \| \| \| Apteropanorpa tasmanica \| \| \| \| |
|               | Apteropanorpa evansi                                                             |
|               |                                                                                  |
|               | Apteropanorpa tasmanica                                                          |
|               |                                                                                  |